# ایریشوا
ایریشوا (به اسپانیایی: Irijoa) یکی از دهستان‌های اسپانیا است.

## خصوصیات
ایریشوا ۶۸٫۵۲ کیلومترمربع مساحت و ۱٬۶۱۹ نفر جمعیت دارد.